# 塞久區
塞久區是塞內加爾南部的一個行政區，首府塞久，北臨岡比亞，東接科爾達區，南毗幾內亞比紹，西鄰濟金紹爾區，面積7,350平方公里，下設3省。